# Asplenium virchowii
Asplenium virchowii är en svartbräkenväxtart som beskrevs av Oskar Kuhn. Asplenium virchowii ingår i släktet Asplenium och familjen Aspleniaceae. Inga underarter finns listade.